# Luigi Romolo Cielo
Luigi Romolo Cielo (Castelvenere, 21 aprile 1938 – Amorosi, 10 febbraio 2021) è stato un medievista e storico dell'arte italiano.

## Biografia
Dopo gli studi nel Liceo Classico “Luigi Sodo” di Cerreto Sannita, si laureò in Lettere classiche nell'Università degli Studi di Napoli Federico II nel 1961. Insegnò lettere a Telese fino al 1968 e poi a Roma, tornando nei licei campani nel  1985 fino al pensionamento. Dal 1989 al 1992 ha collaborato all'attività di ricerca nell'Università degli Studi di Napoli Federico II (Cattedra di Antichità e Archeologia Medievali). È stato professore a contratto di Storia del Turismo nella Facoltà di Economia dell'Università degli studi di Salerno, sede di Benevento (negli anni accademici 1993 - 1994 e 1994 - 1995) e collaboratore della Cattedra di Economia dei Beni e delle Attività Culturali dell'Università degli Studi del Sannio. Dall'anno accademico 1991 - 1992 al 2013 -2014 ha organizzato e tenuto seminari per le cattedre di Storia dell'Arte della Campania nel Medioevo e di Storia dell'Arte Medievale dell'Università degli Studi "Suor Orsola Benincasa" di Napoli, dove è stato docente a contratto fino al 2004 – 2005, e per la Cattedra di Storia dell'Architettura Medievale, Archeologia Medievale e Antichità Medievali.
È stato membro dell'Istituto di Studi Beneventani (Dipartimento per le Antichità Romane e Medievali) e del Comitato Scientifico della mostra "I Normanni popolo d' Europa 1030-1200", Roma, 1994. È stato redattore delle riviste Studi Meridionali e Rivista Storica del Sannio.
La carriera di ricercatore di storia e storia dell'arte si sviluppò dalla vittoria (nel 1979) di una borsa di studio del Centro Italiano di studi sull'Alto Medioevo di Spoleto. Nel 1981 fu tra i finalisti del Premio per i Beni Culturali e Ambientali per la Storia e la Critica dell'Arte e della Poesia e nel 1984 vinse il premio "Minturnae" (Ministero della Pubblica Istruzione) per la saggistica con il volume La cattedrale normanna di Alife. 
È stato socio fondatore dell’Associazione Storica della Valle Telesina.

## Attività di ricerca
Il nucleo principale della sua ricerca si è concentrato sull'età longobarda e normanna dei territori anticamente parte del Ducato di Benevento ricadente nel territorio della valle del Volturno, dell'Isclero, del Calore, del Tammaro e della Valle Caudina e del Principato di Capua (Caiazzo, Alife, Caserta, Maddaloni, Capua, Montecassino. In particolare, di fondamentale rilevanza sono stati i suoi contributi pubblicati sui capitelli e sulle chiese longobarde a corte in Capua (in particolare su San Salvatore Maggiore a corte), sull'abbazia di San Pietro ad Montes in Caserta, di San Salvatore de Telesia in San Salvatore Telesino, di Santa Maria in Cingla, sulla ricostruzione dei possessi dell'Abbazia cistercense della Ferraria, sulla cattedrale di Alife, sul campanile di Telese e sulle chiese romaniche di Sant'Agata de' Goti

## Attività di divulgazione
Ha tenuto conferenze divulgative per "Medievalia / cultura del Medioevo".

## Pubblicazioni
Le maggior parte delle pubblicazioni elencate nel seguito sono consultabili gratuitamente online.

### Libri
- Monumenti romanici a S. Agata dei Goti: il duomo e la chiesa di San Menna, Rari Nantes, Roma, 1980.
- La cattedrale normanna di Alife, Società Editrice Napoletana, Napoli, 1993.
- L'Abbaziale normanna di S. Salvatore de Telesia, Napoli, Edizioni scientifiche italiane, 1995.
- Maddaloni medievale: dall’età longobarda all’età sveva, Maddaloni, Comune di Maddaloni, Istituzione Museo civico, Maddaloni, 2009
- L. R. Cielo - G. Ciorlano, Pratella e il suo territorio nel Medioevo, Caserta, Brignoli, 2017.
- Insediamento e incastellamento nella Valle del Tammaro, Caserta, Brignoli, 2018.
- Iuvat castris montem qui dicitur Matese et magnum vestire Taburnum: Guardia, Torrecuso, Via Francigena, Caserta, Brignoli, 2020.

#### Voci in enciclopedie
- Enciclopedia dell'Arte Medievale, Istituto della Enciclopedia Italiana Treccani, 1993, voce "Capua"[5].
- Dizionario delle Diocesi della Campania, Epos, Palermo, 2010.